# 冥婚
冥婚又稱配骨、陰婚、鬼婚、靈婚，是指有死者参与的婚姻。是一種部分国家的民間習俗。在中国，訂婚后的男女双亡，或者訂婚前就已夭折的儿女，父母处于疼爱和思念的心情，要为他们完婚，就是冥婚。冥婚又分為「死人與死人」和「死人與活人」兩種。另外，过去认为祖坟中有一座孤坟会影响后代的昌盛，不吉利，所以要替死者舉辦冥婚。
從前在民間冥婚多出现在富户，贫寒人家很少有冥婚，台灣早年鄉下也曾流行。近年来中国大陆北方冥婚现象的繁盛，加上男多女少，女尸奇货可居，发生多起盗窃女尸案和杀女卖尸案，多位女子成为冥婚习俗的受害者。

## 歷史

### 东亚
冥婚或起源於殷商，並流傳於周代。冥婚自古被認為是陋俗，《周禮·地官》記載：“禁遷葬者與嫁殤者。”所謂“迁葬与嫁殇”就是指冥婚，《周礼》已明确禁止冥婚，但此風氣始終沒有杜絕，一直延续至民国初期，现在亦偶然出現。史載，建安十三年（208年）曹操的儿子曹冲13岁夭折，曹操出于对儿子的疼爱，便下聘已死的甄氏小姐作为曹冲的妻子，把他们合葬在一起。宋人周去非寫書斥責曹操實行冥婚陋俗。北魏始平公主英年早逝，孝文帝追赠穆正国早死的儿子穆平城为驸马都尉，与公主冥婚合葬。
宋代时冥婚风气最盛，幾乎未婚先死者家人都要为其进行冥婚。南宋人康與之《昨梦录》載“年当嫁娶未婚而死者，两家令媒互求之，谓之鬼媒人。通家状细帖，各以父母命祷而卜之。得卜，即制服冥衣，男带女裙帔等毕备，媒者就墓备酒果，祭以合婚。”
敦煌出土的《大唐吉凶書儀》有夭殤男女之家長的冥婚書、答冥婚書、冥婚祭文等，說明了唐朝当时社會的現象。 
民國初年，冥婚風氣仍盛，但名目不一，如：河北省定縣有「結陰親」之俗，河北滄縣有「娶乾骨」之俗，浙江省定海縣有「陰配」之俗，廣東省翁源縣有「討鬼妻」之俗，廣西省隆安縣有「鬼婚」之俗。民初的北京办死人与死人结婚的“喜事”，谓之“搭骨尸”，男、女两家亲家，谓之“骨尸亲”。其他如山西、安徽、江蘇等地皆有冥婚習俗，見諸於各朝文人筆記。蒋介石的弟弟蒋瑞青死後也曾办过冥婚。據悉1976年中國河北發生唐山大地震之後，該地的「鬼婚」儀式就相當盛行。1968年5月29日，時任台北市長的高玉樹為長子少尉高成器（服預官役），與高成器同時過世的女友吳純純完成冥婚，是台灣最有名的冥婚案例。
台灣民間信仰的娶神主習俗中，過世的女方家屬會把生辰八字放在一個紅包袋裡，再把紅包放到路邊等有緣人來撿。是以長輩會告誡小孩，路邊的紅包袋別亂撿，否則會娶到鬼新娘。嘉義縣東石鄉鄉民陳平曾因三度捡到冥婚女的生辰八字，不得不冥婚三次。
1982年2月20日，韓國光州民眾暗中為在光州事件中被戒嚴軍殺害的青年尹祥源和1978年因煤氣中毒去世的朴基顺二人暗中舉行冥婚儀式，《献给你的进行曲》即由此而生。
而2011年5月，韓國已故女演員鄭多彬的父母為女兒舉行冥婚，新郎為一名於2002年死亡的男子文在成。
現代一些雙方或其中一人死去的未婚情侶亦會舉行冥婚，這是出於家人對已死子女的思念，或情侶在生的一方對已死一方的思念與忠誠。

### 欧洲
第二次世界大战期间的纳粹德国曾出于战争考量，允许妇女与其作为士兵已阵亡的未婚夫登记婚姻，以获得社会保障及其子女的婚生地位。
在法国，《民法典》第171条规定并允许死后结婚。1959年12月2日马尔帕塞拱坝决堤事件后，同年12月31日通过的第59-1583号法律第23条将这一第一次世界大战期间曾存在的立法重新纳入《民法典》，目的是使决堤事件当中逝世的父亲的未出生婴儿获得婚生地位。事实上，在1972年1月3日的《亲子关系法》之前，法国的婚生子女和非婚生子女在继承方面享有不同的权利，如今死后结婚则更多地是出于个人愿望而不是出于法律问题。

## 儀式

### 中國大陸
冥婚常常是已亡男女的結婚，仪式混杂了红、白两事的礼仪，依当事人的主张不同，形式出入很大。一般来说，冥婚要通过媒人介绍，双方过门户帖，命关和婚后取得龙凤帖。男方放定也是要进行的，一半是真的绫罗金银，一半是纸糊的各种衣饰，最后在女方家门口或坟上焚化。
迎娶仪式是冥婚中不可少的，也要搭棚宴请，门前亮轿。“新娘”的照片或牌位由送亲太太捧出交给娶亲太太，放入喜轿。到男方家后由娶亲太太把“新娘”牌位或照片取出放入喜房的供桌与“新郎”的并列，再由娶亲太太代为给全神上香叩拜，就算拜天地了。“合杯酒”、“子孙饺子”、“长寿面”也要供于“新婚夫妇”的牌位或照片前。以后再选个宜破土安葬的好日子，女方起灵按指定的时辰葬入男方坟的旁边，并且两个棺柩要挨上槽帮，才算“夫妻”并骨合葬。葬罢祭祀后，男女双方的家属边哭边道“大喜”，此后作为亲家来往，通常還要選定後裔過繼，以承香火。

### 臺灣
陰間女性嫁給陽間男性，臺灣稱為「娶神主」，有著特別的儀式。
在臺灣的早期鄉間更有可能可以以撿紅包的方式「娶神主」不管是否是自願的，古時人們相信冥婚會給人帶來好的運氣。

### 朝鮮半島
家人為死者找冥婚對象時要先合八字，雙方家屬同意後即可擇吉成婚，儀式通常在廟宇舉行，一般會挑吉時舉行冥婚禮，由雙方家屬分別捧著穿著傳統婚服、代表新郎與新娘的娃娃連同牌位舉行冥婚儀式，再將娃娃、牌位及新人照片放在供桌上並列，以示雙方結為夫婦。再進行除煞、焚燒遺物等儀式。最後把夫妻二人合葬。

## 其他
在東南亞，有娶鬼新娘為自己增運的巫術。另外有罪犯为了获得尸体牟利而杀人，将死者尸体贩卖。
中国传说里亦有在在長洲縣（今江蘇吳縣），一青年到鄉下探親，遇到鬼小姐求親的故事。

## 流行文化
- 1999年由香港導演楊逸德和許美英執導的電影《冥婚》
- 2015年由台灣導演謝庭菡執導的電影《屍憶》
- 2014年由台灣導演郎祖筠執導的電影《把我娶回家》
- 2016年由台灣漫畫家人桀繪畫的漫畫《冥婚警戒中》
- 2020年由中國音樂人葛東琪創作的古風歌曲《囍》
- 2020年由广西财经学院街舞社表演的舞蹈《殙》
- 2022年由香港導演梁鴻華和葉僑執導的電影《冥婚》
- 2022年由台灣導演程偉豪執導的電影《關於我和鬼變成家人的那件事》

## 引用
1. ↑  . 中国新闻周刊杂志微信公众号. 2016年5月12日  [2016-05-15] （简体中文）.
2. ↑  . 腾讯网转载南方新闻网. 2007年2月15日  [2010-06-28]. （原始内容存档于2016-03-10） （简体中文）.
3. ↑  . （新加坡）联合晚报. 2007-06-15  [2010-06-28]. （原始内容存档于2012-06-26） （简体中文）.
4. ↑  . 央视网. 2005年6月11日  [2010-06-28]. （原始内容存档于2021-07-26） （简体中文）.
5. ↑  江林《冥婚考述》載：“殷商是冥婚的起源期，甲骨卜辭中有對殷王娶冥婦的記載；魏晉南北朝是冥婚的發展期，隋唐五代是冥婚的興盛期，宋元明清是冥婚的繼續發展期。”
6. ↑  《三国志·魏书·武文世王公传》（卷20）
7. ↑  施無畏：《冥婚、鬼婚和神婚》
8. ↑  2008年08月11日《蘋果日報》〈三度冥婚 男擁四妻忙翻[永久]〉
9. ↑  .   [2011-05-24]. （原始内容存档于2011-08-26）.
10. ↑  Cornelia Essner, Edouard Conte: Fernehe, Leichentrauung und Totenscheidung. Metamorphosen des Eherechts im Dritten Reich. In: Vierteljahrshefte für Zeitgeschichte. Jahrgang 44 (1996), Heft 2, S. 201–227. (PDF （页面存档备份，存于）, 7 MB), S. 211.
11. ↑  .   [11 March 2014]. （原始内容存档于2018-10-27） （法语）.
12. ↑  .   [2016-05-18]. （原始内容存档于2013-12-15）.
13. ↑  .   [2007-06-14]. （原始内容存档于2008-04-10）.
14. ↑  徐徹. . 9789888570874. Xianggang zhong he chu ban gong si. 2020 年: 190.

### 书目
- 施無畏：《冥婚、鬼婚和神婚》

## 外部連結
- 台灣大百科全書 娶神主（冥婚） （页面存档备份，存于）